# Мышиные неприятности
«Мышиные неприятности» (англ. Mouse Trouble) — семнадцатый эпизод из серии легендарных короткометражек «Том и Джерри». Эпизод был удостоен награды Американской Академии кинематографических искусств и наук. Дата выпуска: 25 ноября 1944 года.

## Сюжет
Мы видим два почтовых ящика около дома Тома и Джерри. Почтальон приносит посылку и кладет её в ящик с надписью «Том». Том молниеносно прибегает к почтовому ящику, берет посылку, так же быстро забегает в дом и раскрывает её. В посылке оказывается книга «Как поймать мышь» компании Random Mouse (отсылка к американской компании Random House). Глава 1 гласит: «Прежде всего, найдите мышь. Мыши обычно водятся в подвалах, складах и т.д…» Джерри с большим интересом читает книгу. Том хочет перелистать страницу, но Джерри хочет дочитать эту и мешает ему. Том хватает Джерри, но тот выскальзывает из его рук и захлопывает в книге лицо кота. Глава 2 гласит: «Используйте простую мышеловку» (англ. Try the simple mouse trap). Том кладёт мышеловку к норке Джерри и тестирует её, опустив в мышеловку перо. Она срабатывает, и Том скрывается за углом и ждет результата. Джерри вытаскивает сыр из мышеловки и прыгает с неё в нору, как с доски для дайвинга. Том шокируется, и снова тестирует мышеловку, которая на этот раз срабатывает, прищемляя Тому пальцы. Глава 3 гласит: «Механический капкан никогда не подводит» (англ. A Snare Trap never fails). Том подвязывает длинную верёвку к вершине дерева, а на другом конце делает силок у самой норы Джерри. Внутрь силка он помещает сыр. Джерри меняет сыр на тарелку со сливками. Том теряет рассудок, сам попадает в свою же ловушку и крутится вокруг дерева, пойманный силком за шею.
Глава 4 гласит: «Любопытную мышь поймать легко» (англ. A Curious Mouse is easy to catch). Том делает вид, что книга безумно его смешит (этот его смех и есть приманка). Джерри пытается заглянуть в книгу, но Том ему этого не позволяет. Когда Джерри наконец-то залезает в книгу, Том его в ней захлопывает, но, посмотрев в книгу, Том обнаруживает Джерри, рассматривающего что-то у себя в горсти. Джерри даёт Тому поглядеть на свои ладони, и в итоге купившийся кот получает от мышонка кулаком в глаз. Джерри убегает в угол, и Том смотрит в книге следующую главу. Глава 5 гласит: «Загнанная в угол мышь никогда не сопротивляется» (англ. A Cornered Mouse Never Fights). Том уверенно устремляется за дальний угол, мы слышим звуки побоев, и в итоге из-за угла высовывается голова Тома, вся в синяках, и медленно говорит призрачным басом: «Не верьте этому!» (англ. Don't you believe it., Цитата из популярной американской радиопередачи 1940-х годов.) Глава 7 гласит: «Примените к вашей охоте научный подход» (англ. Be Scientific in your approach). Том использует стетоскоп для прослушивания стен. Наконец, кот подносит стетоскоп к Джерри. Том слышит сердцебиение мышонка, громкое поедание сыра и его проглатывание с очень неприятными звуками. Том хватает Джерри, но мышонок берёт стетоскоп и кричит в него, разрывая Тому голову в прямом смысле этого слова. Том в ярости берёт двустволку и заталкивает ружьё в нору, но ружьё вылезает сверху, и когда Том стреляет, он обнаруживает, что выстрелил себе в голову и стал лысым. Остаток серии Том носит оранжевый тупей. Том ставит около норы Джерри медвежий капкан, но Джерри передвигает его за Тома, и последний в него попадается. Позже Том пытается прибить Джерри киянкой, но промахивается. Джерри отбирает киянку и бьёт ей по голове Тома. Глава 9 гласит: «Подсуньте ему коробочку с сюрпризом» (англ. Slip Him a Surprise Package).
Том маскируется под подарочную коробку и подходит к норке Джерри. Тот видит коробку, и стучит по ней. Ничего не услышав в ответ, Джерри достает из норы кучу вязальных спиц и, не обращая внимания на стоны Тома, протыкает коробку всеми спицами под разными углами, а потом распиливает её пилой напополам, сверху донизу. Посмотрев внутрь, Джерри приходит в ужас от увиденного и показывает зрителям записку «В этом доме есть врач?» (англ. Is there a doctor in the house?). На следующем кадре мы видим забинтованного Тома, который листает книгу и останавливается на 12 главе. Глава 12 гласит: «Мыши-самцы неравнодушны к самкам» (англ. Mice Are Suckers For Dames). Том достаёт игрушечную мышь, похожую на Мэй Уэст, заводит её и маскирует свою пасть под вход в ресторан. Мышка раз за разом говорит: «Заходи ко мне как-нибудь!» (англ. Come up and see me sometime) и увлекает Джерри за собой. Они подходят к «ресторану», но Джерри, как истинный джентльмен, пропускает игрушечную мышку вперед вместо себя. Том съедает игрушку, проглатывает её и икает, за чем каждый раз следует фраза «Заходи ко мне как-нибудь!» Том рассержен: ни один из пунктов книги не сработал, и вдобавок у него сломаны все зубы. Кот, поняв, что книга не помогла ему поймать Джерри, в ярости рвёт её в клочья и решает уничтожить Джерри своим методом: ставит у мышиной норы большое количество взрывчатки и поджигает запал. Кот взрывает весь дом, кроме входа в нору мышонка, который после взрыва наблюдает из своей норки, вернее из того, что от неё осталось, как погибший Том сидит на облаке с арфой в облике ангела и много раз икает. С каждой икотой постоянно звучит одна и та же фраза «Заходи ко мне как-нибудь!».

## Факты
- Издательство Random Mouse — это пародия на американскую издательскую фирму Random House.
- Это — один из восьми мультфильмов, в которых Джерри бьёт Тома до обморока и один из трёх, где Том получает от него в глаз. Следующая серия, где это происходит Safety Second, предыдущая — Puss Gets the Boot.
- Это — второй мультфильм, в котором Том умирает. Другие серии, где это происходит: Heavenly Puss, The Yankee Doodle Mouse, The Two Mouseketeers
- Судя по «Дневнику Джерри», действие этого мультфильма происходит 12 мая, четверг.
- Игрушечную мышь озвучила актриса Сара Бернер.

## Цензура
- В некоторых показах мультфильма была вырезана сцена, где Джерри прокалывает спицами и распиливает коробку с Томом.